# 아라야신마치역
아라야신마치역(일본어: 荒屋新町駅)은 일본 이와테현 하치만타이시에 위치한 동일본 여객철도 하나와 선의 철도역이다. 단선 · 섬식의 형태를 합친 2면 3선 구조의 복합 승강장을 갖춘 지상역이다.

## 타는 곳
| 1 | ■ 하나와 선 | 하행 | 가즈노하나와 · 오다테 방면 |                                |
| 2 | ■ 하나와 선 | 상행 | 고마 · 모리오카 방면       |                                |
| 3 | ■ 하나와 선 |      | 고마 · 모리오카 방면       | (당 역 시발, 일부 열차가 사용) |

## 이용 현황
| 승차 인원 추이 | 승차 인원 추이 |
| 연도           | 1일 평균       |
| -------------- | -------------- |
| 2000           | 141            |
| 2001           | 134            |
| 2002           | 124            |
| 2003           | 104            |
| 2004           | 95             |
| 2005           | 91             |
| 2006           | 87             |
| 2007           | 70             |
| 2008           | 68             |
| 2009           | 75             |
| 2010           | 76             |
| 2011           | 88             |
| 2012           | 81             |
| 2013           | 77             |
| 2014           | 64             |
| 2015           | 60             |

## 역 주변
- 도호쿠 자동차도 아시로 나들목
- 하치만타이 시청 아시로 종합 지소
- 하치만타이 시 박물관

## 인접 역
| 동일본 여객철도 하나와 선 | 동일본 여객철도 하나와 선 | 동일본 여객철도 하나와 선 |
| ------------------------- | ------------------------- | ------------------------- |
| 고야노하타 고마 방면      | ■ 하나와 선               | 요코마 오다테 방면        |